# Ligne Imaginot
La ligne Imaginot, la linha Imaginòt en occitan, est la proposition d'une certaine idée de la défense des richesses et des particularités culturelles de chacun où qu'il se trouve, avec notamment l'Occitanie comme axe central et fédérateur, mais de façon non exclusive. Le nom ligne imaginot est une référence humoristique à la ligne Maginot.
Le concept était notamment défendu par l'écrivain et penseur occitan Félix Castan, et repris par différents artistes dont les Fabulous Trobadors de Toulouse, les Marseillais du Massilia Sound System ou le Bordelais Bernard Lubat. C'est Claude Sicre qui formalise le concept en 1990 et écrit à son propos la chanson On the Linha Imaginòt qui paraît sur l'album homonyme des Fabulous Trobadors paru en 1998.
La ligne imaginaire qui passe par Marseille, Toulouse ou Uzeste en Gironde, regroupe des collectifs qui mènent une réflexion sur la décentralisation, la défense des cultures, la fraternité et la curiosité de l'autre, mais aussi le devoir de solidarité (notamment avec les repas de quartier menés dans le quartier Arnaud-Bernard de Toulouse) et la pratique de l'échange à travers la reconnaissance mutuelle des cultures. Au fil des ans, le mouvement s'est largement retrouvé dans les luttes altermondialistes, sans nécessairement en partager tous les aspects, ou encore les divers combats pour l'accueil et l'intégration des réfugiés.

« La linha imaginòt, une ligne imaginaire qui tente de relier symboliquement les gens qui, chez eux, s'organisent pour défendre la création, le respect des cultures et l'échange de la solidarité, pour mener à la démocratisation absolue. »

— Claude Sicre